# Erysiphe buhrii
Erysiphe buhrii är en svampart som beskrevs av U. Braun 1978. Erysiphe buhrii ingår i släktet Erysiphe och familjen Erysiphaceae.   Inga underarter finns listade i Catalogue of Life.